# Culture participative
 (décembre 2018).
- Si vous ne connaissez pas le sujet, laissez ce bandeau (vous pouvez alors contacter les auteurs).
- Si vous supprimez le contenu mis en cause (vous pouvez préalablement contacter les auteurs),

argumentez précisément cette suppression dans la page de discussion
(un manque de référence n'est pas un argument ; une recherche réelle de référence doit avoir été effectuée, être formellement documentée).
La culture participative est un concept, opposé à celui de société de consommation, désignant une culture dans laquelle les individus n’agissent pas uniquement en tant que consommateurs, mais aussi en tant que contributeurs ou producteurs de contenus — bref, en tant que prosommateurs, comme le voudrait le néologisme créé par Alvin Toffler en 1980. Le terme est généralement employé en rapport à la production ou à la création d’un type quelconque de média publié. Les progrès technologiques récents (en particulier la popularisation de l’ordinateur personnel et de l’essor d’internet) ont favorisé la création et la publication, sur le plan individuel, de tels médias; souvent par le biais du Web. Cette nouvelle culture, lorsqu’associée au World Wide Web, a été décrite sous l’expression Web 2.0. Dans la culture participative, selon Paul Willis, « les jeunes utilisateurs réagissent créativement devant une pléthore de signaux électroniques et de produits culturels de façons qui surprennent leurs producteurs, trouvant des significations et des usages étrangers aux raisons d’être initiales du produit, ainsi que des solutions défiant l’idée de manipulation ou de passivité des "consommateurs" » (« young people creatively respond to a plethora of electronic signals and cultural commodities in ways that surprise their makers, finding meanings and identities never meant to be there and defying simple nostrums that bewail the manipulation or passivity of 'consumers' »).
L’accès croissant au Web a joué un rôle prépondérant dans l’expansion de la culture participative puisqu’il permet plus en plus aux individus de travailler collaborativement, de générer et de disséminer les actualités, les idées et les travaux créatifs, de réunir des groupes d’individus partageant des intérêts et des objectifs similaires, formant ainsi des groupes d’affinités. Le potentiel de la culture participative à l’égard de l’engagement civique et de l’expression créative a été étudié par Henry Jenkins. En 2009, Jenkins, Ravi Purushotma, Katie Clinton, Margaret Wigel et Alice Robinson ont publié Confronting the Challenges of Participatory Culture: Media Education for the 21st Century, dans lequel ils décrivent la culture participative comme :
1. Une culture dotée de relativement peu d’entraves à l’expression artistique et à l’engagement civique.
2. Une culture dotée de supports efficaces à la création et au partage des contenus.
3. Une culture dotée d’une sorte de mentorat où les connaissances des plus expérimentés sont transmises aux moins expérimentés.
4. Une culture dans laquelle chaque individu estime que ses contributions à cette même culture sont utiles.
5. Une culture caractérisée par une interconnexion sociale entre les individus, ceux-ci prenant en considération l’avis d’autrui[3].

En 2016, Jenkins a collaboré avec Mizuko Ito et danah boyd sur Participatory Cultures in a networked era: a conversation on youth, learning, commerce and politics. Ce livre était traduit en français en 2017.
Le recit collectif à l échelle d une ville est un projet culturel qui a été initie dans une ville . Les nombreux obstacles du politico culturel n ont pu permettre d instituer ce projet .

## Historique
La culture participative existe depuis plus longtemps que le web. L’émergence de la presse amateure au milieu du XIXe siècle, notamment avec l’Amateur Press Association (en), est un exemple historique de culture participative. À cette époque, certains citoyens rédigeaient et imprimaient leurs propres articles. La première fois que le terme "culture participative" était employé se trouve dans le texte "Textual Poachers," par Jenkins (1992). Ces articles étaient ensuite postés à un réseau d’individus, suivant un système de diffusion des contenus similaire aux réseaux sociaux.
Aujourd’hui, l’évolution des zines, émissions de radios, blogues, podcasts, wikis et réseaux sociaux ont grandement produit un impact sur la société contemporaine. Des services web comme eBay, Blogger, Wikipédia, Photobucket, Facebook et YouTube ont poussé la culture vers une participation citoyenne croissante. Les implications sociales d’un virage graduel de la production au « produsage » — terme popularisé par Axel Bruns référant aux contenus produits par des utilisateurs, autant consommateurs passifs que producteurs actifs, au sein de communautés et de plateformes web favorisant la participation individuelle telles que les logiciels open source et la blogosphère — jouent un rôle fondamental dans la transformation de la culture, de l’économie, de la société et de la démocratie.

## Culture participative et technologie
Alors que la technologie contribue à la création de nouvelles formes de communication, de collaboration et de circulation des idées, elle a également donné l’opportunité aux consommateurs de produire leur propre contenu. Les limitations monétaires et de temps deviennent de moins en moins déterminantes au sein de larges groupes de consommateurs. Par exemple, la production cinématographique requérait autrefois des équipements dispendieux, tandis que le clip vidéo d’aujourd’hui peut être produit grâce à un équipement abordable pour de plus en plus de gens. La facilité avec laquelle les consommateurs créent de nouveaux contenus est également croissante. La connaissance approfondie en programmation informatique n’est plus requise dans la production de contenus sur le Web. Cette démocratisation médiatique sur le Web agit comme une plateforme pour inviter les utilisateurs à participer et à créer des communautés d’intérêts.
Comme Henry Jenkins a précisé à la page 31 de son texte "Culture Participative : une conversation sur la jeunesse, l'éducation et l'action dans un monde connecté", "la culture participative décrit ce qui constitue parfois des aspects très ordinaires de nos vies à l’âge du numérique. La culture participative englobe les valeurs de diversité et de démocratie dans chaque aspect de nos interactions avec autrui."

### Relation avec le Web 2.0
De nombreuses plateformes et sites web ont facilité la capacité de publication et de diffusion à grand public de contenus. Des sites web comme Flickr, Wikipédia, Reddit, Twitter et Facebook encouragent la soumission de contenus. Ils accentuent la facilité avec laquelle les utilisateurs peuvent soumettre des informations sur le Web même si ces utilisateurs ne possèdent qu’un navigateur web, le besoin de logiciels supplémentaires étant grandement réduit. Ces sites web contribuent également à créer des communautés en ligne. Ces communautés et leurs services web ont été définis comme appartenant au Web 2.0.
Cependant, la relation entre les outils du Web 2.0 et la culture participative dépasse la simple question technique. Alors que l’idéologie et les compétences des pratiques participatives a fait l’objet d’une appropriation croissante, de nouveaux outils technologiques ont été de plus en plus utilisés dans la perspective du Web 2.0. Un exemple en est l’utilisation du téléphone mobile et des réseaux sociaux pour générer des foules éclair. Dans des pays où l’usage des téléphones portables surpassent quantitativement l’usage des autres technologies numériques, la circulation des informations par le biais du téléphone cellulaire et des réseaux sociaux a contribué à un changement socio-politique significatif. Des exemples notables sont la « Révolution orange » en Ukraine, le renversement du président philippin Joseph Estrada, ainsi que d’innombrables manifestations politiques au niveau international.

### Relation avec le smartphone et les réseaux sociaux
Le smartphone combine des éléments d’interactivité, d’identité et de mobilité. La mobilité technologique du smartphone démontre que les médias ne sont plus rattachés à une spatiotemporalité précise et peuvent être utilisés dans n’importe quel contexte. À mesure que la technologie devient de plus en plus axée vers l’utilisateur et de moins en moins restreinte à des lieux et à des horaires spécifiques, le caractère mobile de la culture participative s’accentue.[réf. nécessaire]
Le smartphone et les réseaux sociaux accentuent également le caractère interactif de la culture participative. Au lieu d’être restreints au simple acte de consommation, les utilisateurs sont impliqués dans la prise de décisions et contribuent à la production de leurs propres contenus. Le rôle du consommateur se déplace alors de celui de récepteur passif à celui de producteur actif. Le smartphone incarne ce glissement en fournissant à l’utilisateur la capacité d’interagir activement avec de multiples médias au même moment et de façon non-linéaire.
Le smartphone et les réseaux sociaux contribuent également à la culture participative en ce qu’ils altèrent notre perception du concept d’identité. Un utilisateur peut se « cacher » derrière un avatar, un faux profil, ou peut simplement mentir sur sa propre personnalité — bref, de se constituer une identité numérique « autre ». La capacité d’alterner d’une identité à l’autre modifie l’effet des médias sur la culture et sur l’utilisateur lui-même. Non seulement les individus sont devenus des participants actifs dans les productions médiatiques et culturelles, mais leurs identités narratives y jouent également un rôle fondamental.[réf. nécessaire]

### Producteurs, consommateurs et «produsage»
Dans Understanding Digital Culture, Vincent Miller souligne que la distinction entre producteurs et consommateurs devient imprécise. Le producteur est celui qui crée des contenus et des objets culturels; le consommateur est le public ou l’acheteur de ces objets. En se référant à la notion d’Axel Bruns de « prosommateur », Miller soutient qu’« avec l’essor de nouveaux médias convergents et la pléthore de choix de sources d’informations, ainsi qu’avec la capacité croissante des individus de produire des contenus eux-mêmes, un virage allant d’une hégémonie du producteur vers un pouvoir du consommateur s’accélère, ébranlant la distinction producteur-consommateur » (« With the advent of convergent new media and the plethora of choice in sources for information, as well as the increased capacity for individuals to produce content themselves, this shift away from producer hegemony to audience or consumer power would seem to have accelerated, thus eroding the producer-consumer distinction ») Le « prosommateur » est le résultat d’une stratégie de plus en plus répandue encourageant l’interaction entre producteurs et consommateurs, « ce qui permet une influence accrue du consommateur sur la production de biens » (« which allows for more consumer influence over the production of goods »).
Bruns se réfère à la notion de « produsage (en) », c’est-à-dire à une communauté collaborative à laquelle les participants peuvent accéder afin de partager « des contenus, des contributions et des tâches à effectuer au sein de cette communauté en réseau » (« content, contributions, and tasks throughout the networked community »). Tout comme Wikipédia permet aux utilisateurs de rédiger, d’éditer et ultimement d’utiliser le contenu, les « produseurs » sont des participants actifs qui agissent au sein d’un réseau. Bruns défini le pouvoir des « produseurs » comme radicalement différent « des espaces médiatiques de la médiasphère traditionnelle basée sur une structure haut-bas » (« top-down mediated spaces of the traditional mediaspheres »). Le produsage advient lorsque l’utilisateur est également le « produseur », éliminant le besoin d’interventions « haut-bas ». La collaboration de chaque participant est basée sur un principe d’inclusivité; chaque membre produit des renseignements pouvant être utilisés, modifiés ou agrémentés par d’autres membres. Dans une communauté d’apprentissage, la collaboration par le biais du produsage fournit l’accès aux informations pour chaque utilisateur, et non aux seuls individus dotés d’une certaine autorité. Tous les participants détiennent une part d’autorité.
Cette redistribution de l’autorité mène à l’idée d’« équipotentialité » (« equipotentiality (en) ») proposée par Bruns : « alors que les compétences et les habiletés des participants dans un projet de produsage ne sont pas toutes égales, toutes ont la même capacité de faire des contributions valables au projet » (« while the skills and abilities of all the participants in the produsage project are not equal, they have an equal ability to make a worthy contribution to the project »). Parce qu’il n’y aurait plus de distinction entre producteurs et consommateurs, tous les participants ont une chance égale de contribuer de façon significative dans un système de produsage.

### Participation explicite et implicite
Mirko Tobias Schäfer, théoricien des médias, distingue participation explicite et participation implicite. La participation explicite désigne un engagement conscient et actif par l’utilisateur. La participation implicite, plus subtile, survient généralement sans que l’utilisateur en soit conscient. La participation implicite est rendue possible par l’implémentation, dans l’interface graphique d’une plateforme et dans sa programmation « back-end » (un algorithme, par exemple), d’actions que peuvent prendre les utilisateurs. Schäfer soutient que le succès du Web 2.0 et des réseaux sociaux est fondé sur une participation implicite. La notion de participation implicite élargit la théorie de la culture participative telle que définie par Henry Jenkins et Axel Bruns, qui se concentrent tous deux sur des formes de participation explicite. La considération des formes de participation implicite ouvre ainsi la voie à une analyse approfondie du rôle des technologies dans la constitution d’interactions entre utilisateurs et de contenus générés par eux. Elle donne également lieu à une large réflexion critique concernant les stratégies de l'industrie culturelle pour capter le public et l'influencer, aussi bien au niveau de ses goûts que de ses opinions. Cette réflexion est notamment conduite par des auteurs tels que Dominique Cardon , Bernard Stiegler et Dominique Boullier.

### La véritable participation
Selon Danah Boyd, la fondatrice et présidente de l'institut de recherche Data & Society, la véritable participation requiert:
- de l'agentivité
- des aptitudes à comprendre une situation sociale
- des compétences pour une contribution efficace
- des connexions avec un public
- une « résillience émotionnelle pour gérer le feedback négatif »[23]
- un « statut social suffisant pour s'exprimer sans conséquences »[23]